# Laudivio Zacchia
Pour les articles homonymes, voir Zacchia.
Laudivio Zacchia (né en 1565 au château de Vezzano, en Ligurie, une région d'Italie alors dans la république de Gênes, et mort à Rome, le 30 ou le 31 août 1637) est un cardinal italien du XVIIe siècle.
Il est le frère du cardinal Paolo Emilio Zacchia (1599), le grand-père du cardinal Paolo Emilio Rondinini (1643) et l'oncle de Gasparo Cecchinelli, évêque de Montefiascone et Corneto.

## Repères biographiques
Zacchia étudie à l'université de Pise. Il est marié et a une fille. Après la mort de sa femme, il entre dans l'état ecclésiastique et il est notamment pro-trésorier et commissaire général de la chambre apostolique et protonotaire apostolique. En 1605, il est élu évêque de Montefiascone et Corneto, comme successeur de son frère, le cardinal Paolo Emilio. Il est vice-légat à Viterbe, vice-légat de la province du Patrimoine, nonce apostolique à Venise de 1621 à 1623 et préfet du Palais apostolique.
Il est créé cardinal par le pape Urbain VIII lors du consistoire du 19 janvier 1626. Zacchia est membre de la commission cardinalice au deuxième procès de Galileo Galilei en 1632-1634 et il est l'un des trois cardinaux qui ne soutiennent pas la condamnation de Galileo.